# 普萊斯巴赫河
51°24′36″N 7°13′41″E / 51.41000°N 7.22806°E

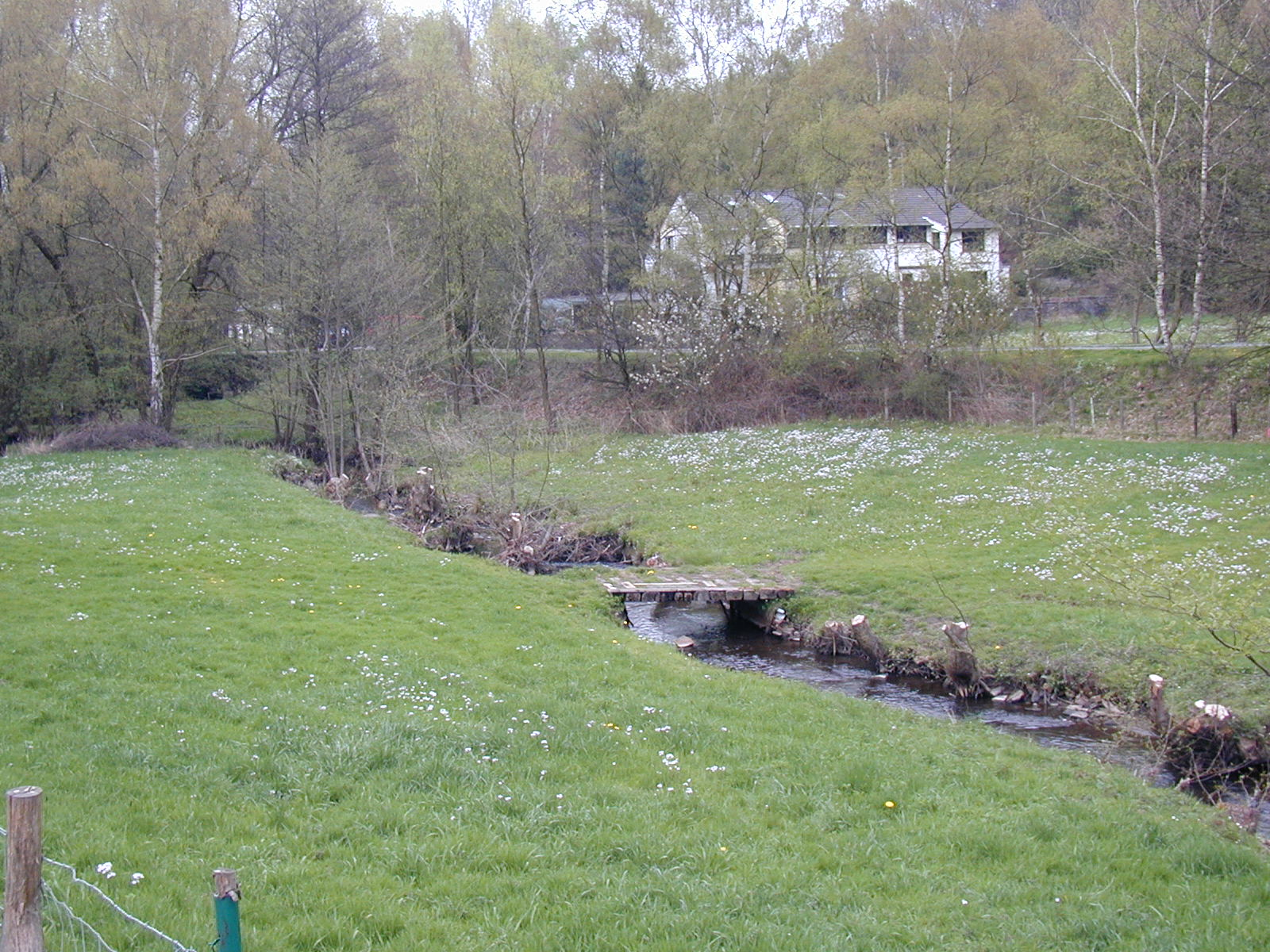

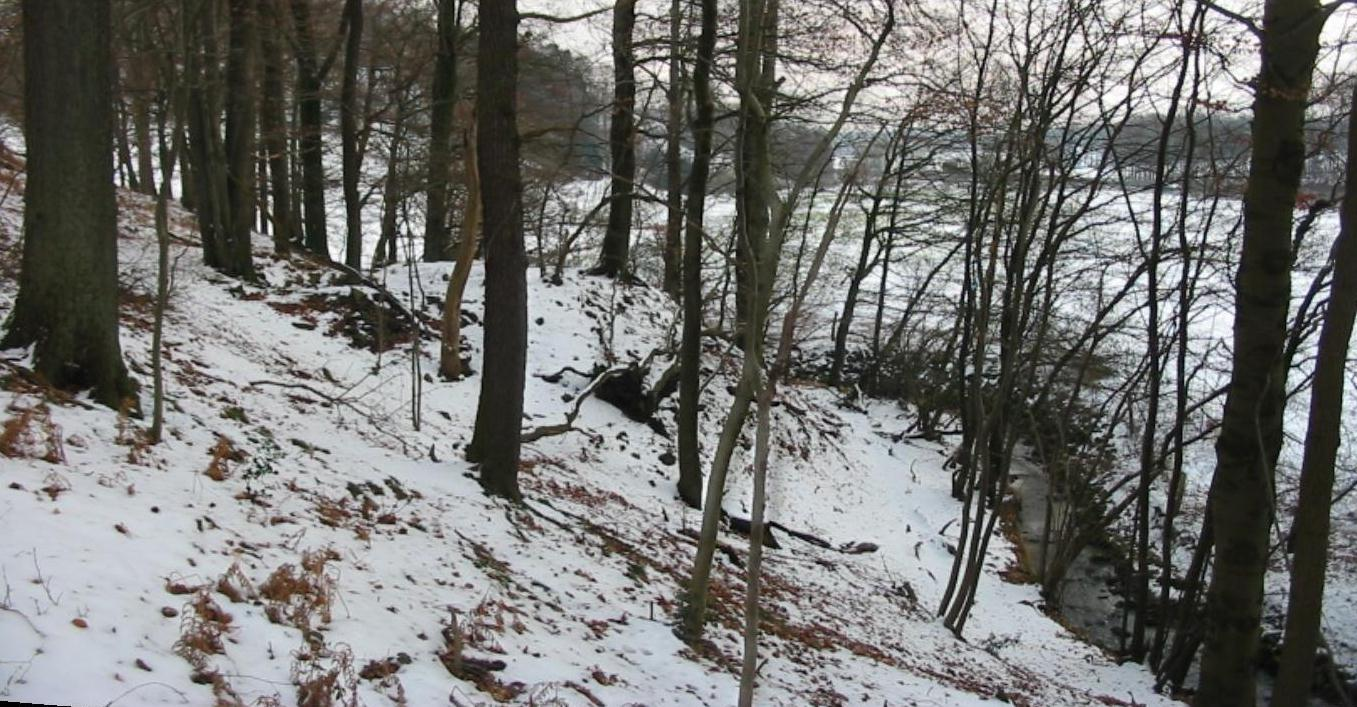

普萊斯巴赫河（德語：Pleßbach），是德國的河流，位於該國西部，處於北萊茵-威斯特法倫州，屬於魯爾河的支流，河道全長12公里，流域面積24.1平方公里。